# Communauté de communes du Chaourçois et du Val d'Armance
La communauté de communes du Chaourçois et du Val d'Armance est une communauté de communes française, située dans le département de l'Aube et la région Grand Est.
Elle est issue de la fusion en 2017 des deux communautés de communes du Chaourçois et du Val d'Armance.

## Historique
Le projet de schéma départemental de coopération intercommunale de 2015 impose une fusion aux communautés de communes dont le seuil de population de 5 000 habitants n'est pas atteint obligeant Communauté de communes du Chaourçois (4 866 habitants) à fusionner sachant que la communauté de communes voisine du Val d'Armance atteint seulement 5 801 habitants mais avec une densité inférieure à 30 hab/km.
Ces deux communautés de communes sont déjà regroupées au sein du Pays d'Armance et sont membres du syndicat mixte d’aménagement rural du bassin de l'Armance (SMARBA). Les deux communautés de communes portent également ensemble le pôle d’excellence rurale de l'AOP Chaource, via le SMARBA, labellisé par le Ministère de l’Agriculture.
Ce territoire est à forte dimension rurale et constitué de communes faiblement peuplées. L’agriculture représente la principale force économique locale et offre de nombreux
produits du terroir (cidre, fromage de Chaource, agneau de l’Aube…).
Seuls les conseils municipaux de Montigny-les-Monts, Vanlay et Villeneuve-au-Chemin ont émis un avis défavorable. L'arrêté sera pris le 13 décembre 2016.

## Composition
La communauté de communes est composée des 42 communes suivantes :

| Nom                     | Code Insee | Gentilé        | Superficie (km2) | Population (dernière pop. légale) | Densité (hab./km2) |
| ----------------------- | ---------- | -------------- | ---------------- | --------------------------------- | ------------------ |
| Ervy-le-Châtel (siège)  | 10140      | Ervytains      | 21,39            | 1 108 (2022)                      | 52                 |
| Auxon                   | 10018      | Auxonnois      | 25,49            | 934 (2022)                        | 37                 |
| Avreuil                 | 10024      |                | 10,33            | 168 (2022)                        | 16                 |
| Balnot-la-Grange        | 10028      | Balnotiers     | 20,11            | 112 (2022)                        | 5,6                |
| Bernon                  | 10040      | Bernonais      | 17,91            | 162 (2022)                        | 9                  |
| Chamoy                  | 10074      | Chamoisiens    | 16,7             | 503 (2022)                        | 30                 |
| Chaource                | 10080      | Chaourçois     | 31,06            | 1 012 (2022)                      | 33                 |
| Chaserey                | 10087      |                | 6,86             | 46 (2022)                         | 6,7                |
| Chesley                 | 10098      | Chesleyens     | 21,17            | 295 (2022)                        | 14                 |
| Chessy-les-Prés         | 10099      | Cassiens       | 25,69            | 534 (2022)                        | 21                 |
| Coursan-en-Othe         | 10107      | Coursannais    | 9,27             | 103 (2022)                        | 11                 |
| Courtaoult              | 10108      | Curtiaugustins | 8,36             | 90 (2022)                         | 11                 |
| Coussegrey              | 10112      | Dagonios       | 16,16            | 190 (2022)                        | 12                 |
| Les Croûtes             | 10118      | Croûtons       | 7,11             | 96 (2022)                         | 14                 |
| Cussangy                | 10120      | Cussangeois    | 21,39            | 201 (2022)                        | 9,4                |
| Davrey                  | 10122      | Davrésiens     | 9,66             | 225 (2022)                        | 23                 |
| Eaux-Puiseaux           | 10133      | Puisotins      | 8,61             | 251 (2022)                        | 29                 |
| Étourvy                 | 10143      | Stolviciens    | 15,41            | 144 (2022)                        | 9,3                |
| Les Granges             | 10168      | Grangeois      | 1,61             | 80 (2022)                         | 50                 |
| Lagesse                 | 10185      | Lagessois      | 12,57            | 209 (2022)                        | 17                 |
| Lantages                | 10188      | Lantageois     | 18,87            | 214 (2022)                        | 11                 |
| Lignières               | 10196      | Lignièrois     | 25,79            | 222 (2022)                        | 8,6                |
| La Loge-Pomblin         | 10201      | Pomblinois     | 5,22             | 58 (2022)                         | 11                 |
| Les Loges-Margueron     | 10202      |                | 31,21            | 214 (2022)                        | 6,9                |
| Maisons-lès-Chaource    | 10218      | Majonniers     | 5,85             | 176 (2022)                        | 30                 |
| Marolles-sous-Lignières | 10227      | Marollois      | 15,12            | 363 (2022)                        | 24                 |
| Metz-Robert             | 10241      | Robert-Messins | 4,26             | 55 (2022)                         | 13                 |
| Montfey                 | 10247      | Montfeyens     | 11,49            | 115 (2022)                        | 10                 |
| Montigny-les-Monts      | 10251      | Montignaciens  | 14,63            | 250 (2022)                        | 17                 |
| Pargues                 | 10278      | Parguois       | 13,98            | 142 (2022)                        | 10                 |
| Praslin                 | 10302      | Praslois       | 11,98            | 91 (2022)                         | 7,6                |
| Prusy                   | 10309      | Prussiens      | 3,95             | 88 (2022)                         | 22                 |
| Racines                 | 10312      | Racinois       | 7,5              | 177 (2022)                        | 24                 |
| Saint-Phal              | 10359      | Saint-Phalois  | 33,27            | 517 (2022)                        | 16                 |
| Turgy                   | 10388      | Turgeois       | 9,97             | 44 (2022)                         | 4,4                |
| Vallières               | 10394      | Vallériens     | 8,34             | 169 (2022)                        | 20                 |
| Vanlay                  | 10395      | Vanléens       | 25,91            | 287 (2022)                        | 11                 |
| Villeneuve-au-Chemin    | 10422      | Villeneuvois   | 3,35             | 196 (2022)                        | 59                 |
| Villiers-le-Bois        | 10431      |                | 5,16             | 106 (2022)                        | 21                 |
| Villiers-sous-Praslin   | 10432      | Preuillots     | 8,42             | 68 (2022)                         | 8,1                |
| Vosnon                  | 10441      |                | 12,83            | 237 (2022)                        | 18                 |
| Vougrey                 | 10443      | Vougreysiens   | 4,17             | 41 (2022)                         | 9,8                |

## Administration

### Siège
La communauté de communes a son siège à l'hôtel de ville, 9 boulevard Belgrand à Ervy-le-Châtel

### Conseil communautaire
En 2017, 60 conseillers communautaires siègent dans le conseil selon un accord local.
| Nombre de délégués | Communes                 |
| ------------------ | ------------------------ |
| 6                  | Chaource, Evry-le-Châtel |
| 5                  | Auxon                    |
| 3                  | Saint-Phal               |
| 2                  | Chamoy, Chessy-les-Prés  |
| 1                  | Les autres communes      |

### Présidence
La communauté de communes est actuellement présidée par 
| Période        | Période  | Identité           | Étiquette | Qualité                                              |
| -------------- | -------- | ------------------ | --------- | ---------------------------------------------------- |
| 4 janvier 2017 | En cours | Jean-Michel Hupfer | LR        | Maire de Lagesse conseiller départemental des Riceys |

## Compétences
La structure adhère au 
- Syndicat pour l'aménagement rural du bassin Armance
- Syndicat Départemental d'élimination des Déchets de l'Aube